# Szucsou-folyó
A Szucsou-folyó (); egy 125 kilométer hosszú folyó Kína keleti részén. Sanghaj központján folyik át, ott csatlakozik a Huangpu-folyóhoz. Szucsou (Suzhou) városáról kapta nevét. Másik neve a Wusong-folyó ().
A Taj-tó (Tai-tó) egyik fő kifolyása. Egész hosszából 54 km esik Sanghaj adminisztratív területére és ebből 24 km a városias területre. A Bund északi végén, a Huangpu kerületben ömlik a Huangpu-folyóba.

## Története

### Stratégiai jelentősége

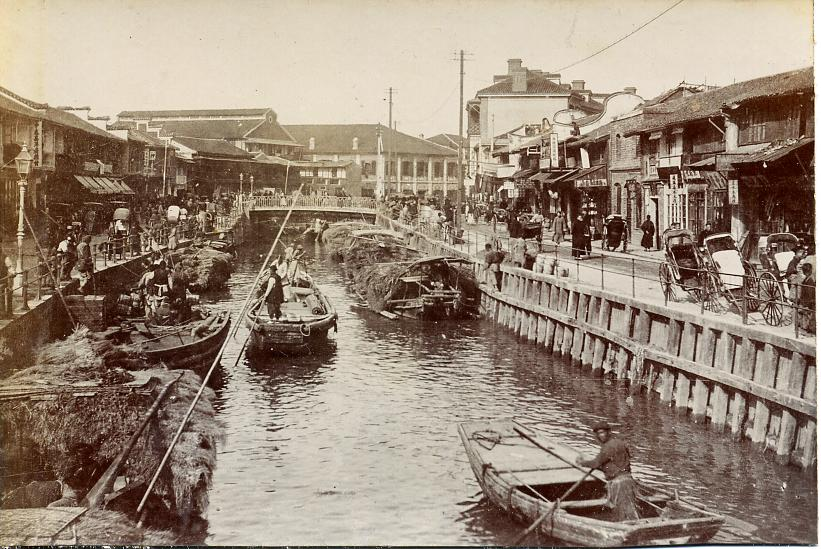
A Szucsou-folyó 1910-ben

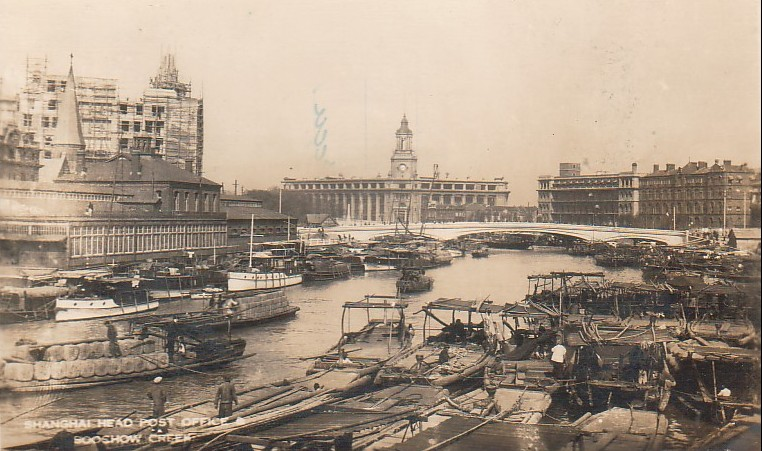
A folyó és a Főposta épülete (szemben) az 1920-as években

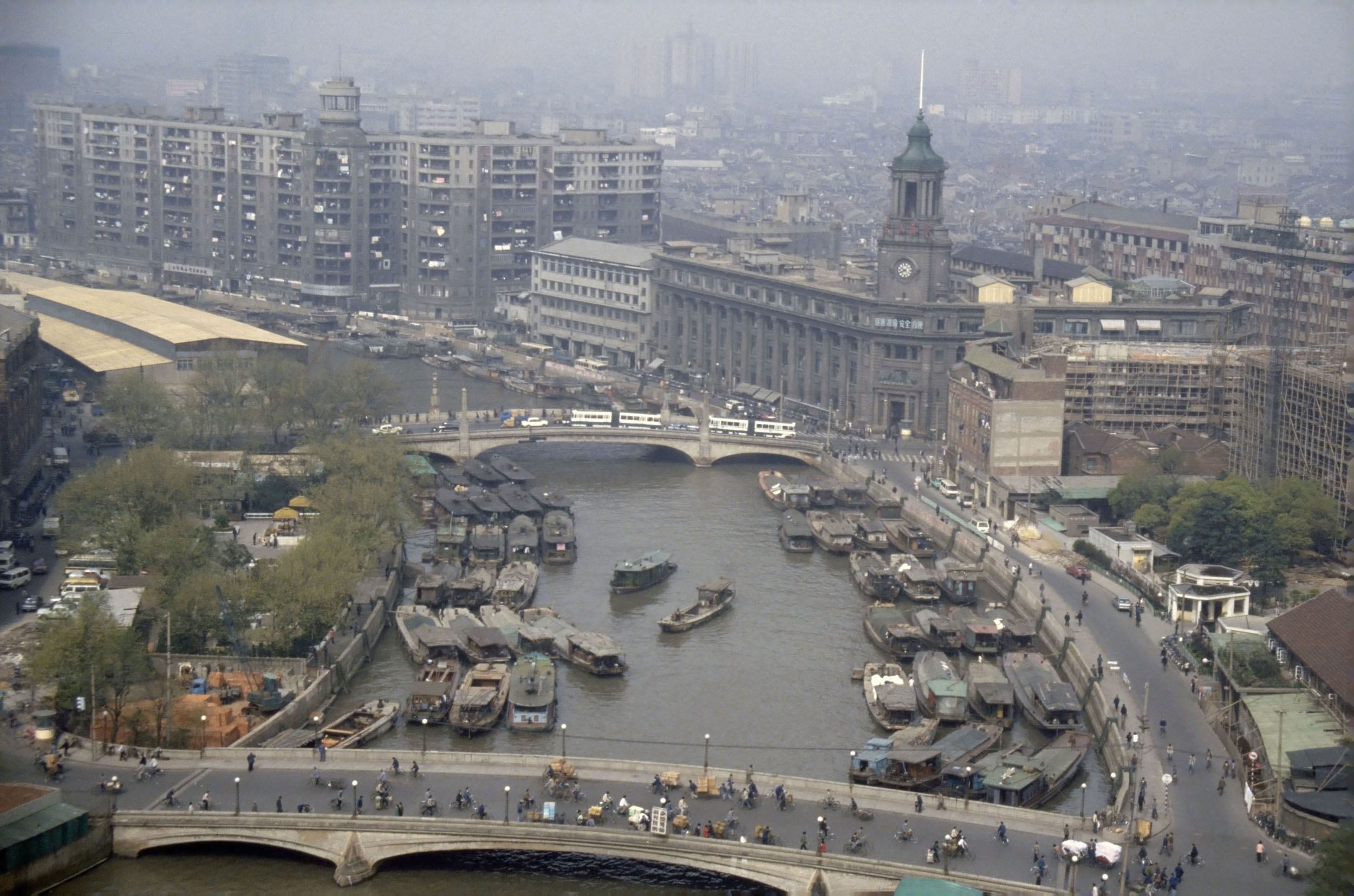
A folyó és a Főposta 1987-ben

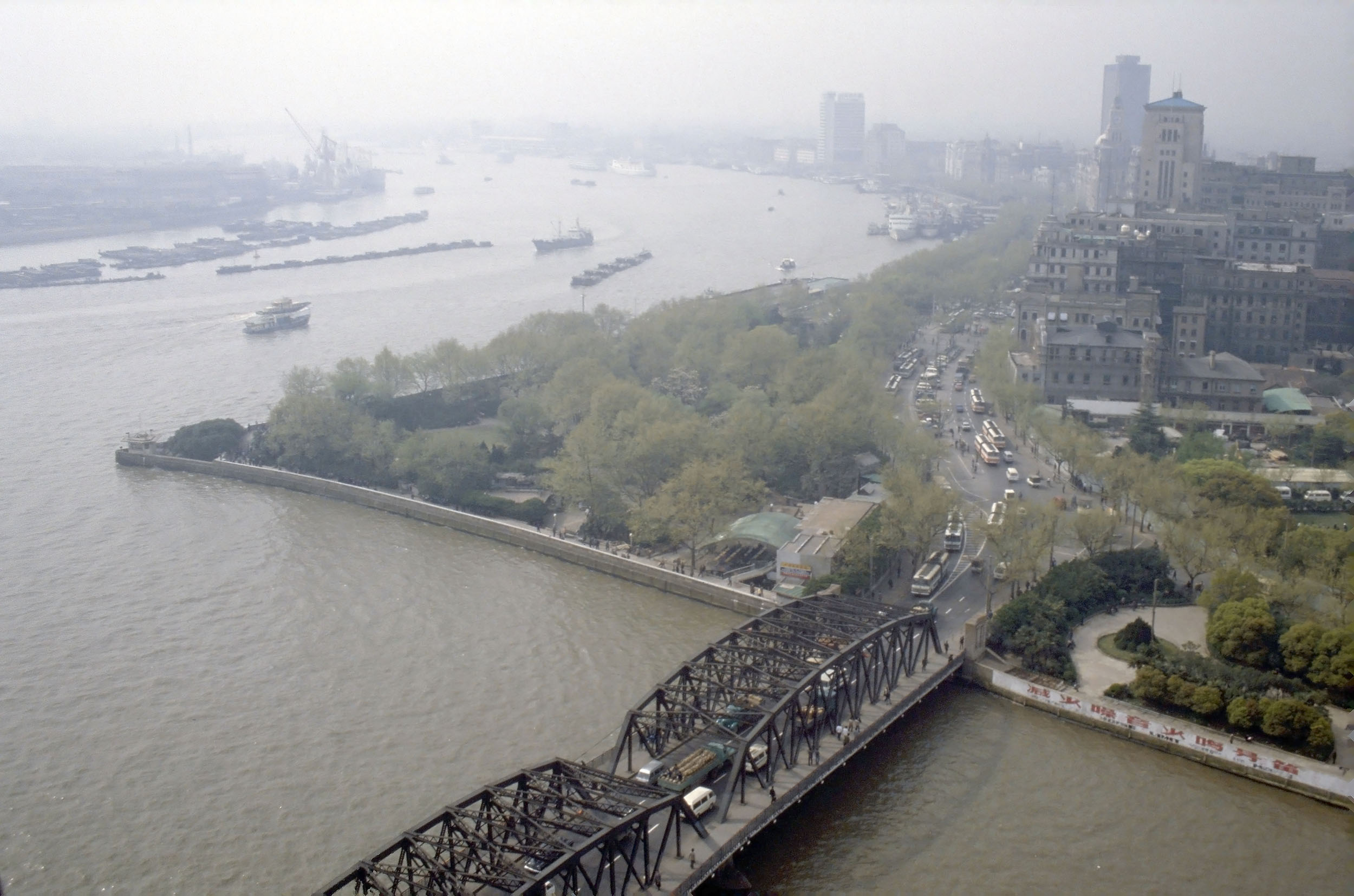
A Waibaidu-híd, a Huangpu park és a két folyó összefolyása. A háttérben a Bund.

A Szucsou-folyó Sanghaj történetében meghatározó jelentőségű volt, hiszen a település eleinte Szucsou városának tenger-közeli kikötőjeként funkcionált.
Később, a külföldi telepek létrejötte idején határvonalként is szerepet játszott. A nankingi szerződés után, amely 1842-ben megnyitotta Sanghajt a külföldiek előtt, a folyó a brit (délen) és a későbbi amerikai település (északon) közötti határt alkotta. Amikor a japánok 1937-ben elfoglalták Sanghajt, a folyótól délre terült el a nemzetközi település és északra a japán koncesszió.

### Gazdasági jelentősége
A folyó csatlakozása a Huangpu folyóhoz a sanghaji kikötőrendszer egyik legfontosabb része volt. Ezen a folyón keresztül nyílt út Kína belseje felé a belvízi hajózás révén. A folyó partjain az 1930-as évekre raktárak és gyárak sokasága települt.
Az urbanizáció fejlődésével a raktárak és a gyárak fokozatosan távoztak erről a központi területről, de a folyóvíz szennyezettsége nem csökkent, az ipari szennyvíz helyébe lépett a lakossági. A folyó gyakorlatilag egy nyílt szennyvízcsatornává vált, a helyi lakosok csak szagos folyónak hívták.

### A folyó szanálása
1992 óta a sanghaji helyi kormányzat megkezdte a terület és a folyó szanálását. 1998-ban egy 12 éves rehabilitációs projektet indítottak a vízminőség javítására, az áradásveszély csökkentésére, a szennyvíztisztítás és általában a modern vízgazdálkodás bevezetésére, a lakókörnyezet színvonalának emelésére. A folyó ennek eredményeképpen annyira megtisztult, hogy rendszeres evezős-versenyeket lehet rendezni rajta.
A rehabilitációs program eredetileg a régi raktárak és üzemek teljes lebontását tűzte ki célul, de időközben a helyi művésztársadalom elérte, hogy a területet védett övezetté nyilvánították és sok raktárépületet megőriztek, átadtak a művészek számára kulturális hasznosításra.
2002-ben további terveket fogadtak el a környék fejlesztésére. Ezeknek megfelelően szórakoztató központokat és parkokat telepítettek a folyó közelébe.

## Nevezetességek a folyó partján
A régi nemzetközi település sok érdekes épülete, emléke található a folyóparton. A torkolatánál terül el a Huangpu park, régi Public Garden, ahová egy időben a kínaiaknak tilos volt a belépés. Nyugat felé haladva láthatjuk többek között az Astor házat, az orosz főkonzulátus épületét, a Főposta palotáját, és a helyi művésznegyedet.

## Hídjai
A folyón már régen számos hidat építettek, sokat európai stílusban. Közülük a leghíresebb a Waibaidu-híd (Park-híd) közvetlenül a Huangpu-folyónál.
A nagyvárosi közlekedés növekvő szükségleteinek megfelelően egyre több új híd is épül. A 2006-ban elkészült Gubei úti híd a leghosszabb közülük. Jelenleg összesen mintegy 30 híd íveli át a folyót.

## A folyó a művészetben
Lou Ye kínai rendező 2000-ben komoly nemzetközi sikert aratott Suzhou River című filmjével, amely az ezredforduló körüli Sanghajban élő egyszerű emberek sorsát ábrázolja egy tragikus szerelmi történet hátterében.

## Fordítás
Ez a szócikk részben vagy egészben  a   Suzhou Creek című angol Wikipédia-szócikk ezen változatának fordításán alapul.  Az eredeti cikk szerkesztőit annak laptörténete sorolja fel. Ez a jelzés csupán a megfogalmazás eredetét és a szerzői jogokat jelzi, nem szolgál a cikkben szereplő információk forrásmegjelöléseként.